# Adam Byard
Adam Byard (* 1990) ist ein walisischer Theater- und Filmschauspieler.

## Leben
Der aus Pontypridd stammende Byard besuchte von 2001 bis 2008 die Pontypridd High School. Mit 18 Jahren besuchte er die Mark Jermin Stage School. Seine erste Rolle hatte Byard 2010 in der Pilotfolge der Fernsehserie Shelfstackers. 2014 durfte er den Dion Gardner in einer Episode der Fernsehserie Doctors verkörpern. 2015 hatte Byard eine Nebenrolle in Dorf der verlorenen Jugend. 2017 hatte er die Hauptrolle in King Arthur: Excalibur Rising.
Byard wohnt in Merthyr Tydfil.

## Filmografie
- 2010: Shelfstackers (Fernsehserie, Pilotfolge)
- 2011: Summer Musical
- 2012: Stepping Up (Fernsehserie, Episode 1x05)
- 2014: Doctors (Fernsehserie, Episode 16x15)
- 2015: Dorf der verlorenen Jugend (Bridgend)
- 2017: King Arthur: Excalibur Rising
- 2017: The Experiment (Kurzfilm)
- 2019: Boudica: Rise of the Warrior Queen

## Theater (Auswahl)
- Dick Whittington (Theatr Brycheiniog)
- High School Musical
- Hairspray